# Friedrich von Gemmingen (1823–1882)
Friedrich von Gemmingen (* 15. Dezember 1823; † 29. Dezember 1882 in Stuttgart) war k.k. Kämmerer, Grundherr in Neckarzimmern und Besitzer von Burg Hornberg.

## Leben
Er war ein Sohn des Ernst von Gemmingen (1794–1838) und der Charlotte Anna Maria von Horneck (1800–1863). Er wurde im Haus der Eltern erzogen, besuchte danach das Lyceum in Mannheim und das Polytechnikum in Karlsruhe. 1838 trat er in die k.k. Ingenieurakademie in Wien ein, wurde 1844 Leutnant im k.k. 1. Kürassierregiment. 1858 trat er aus der Armee aus. 1855 war er kaiserlich-königlicher Kämmerer geworden. Vom früh verstorbenen Vater erbte er Burg Hornberg und den zugehörigen Besitz in Neckarzimmern und anderen Orten. Er lebte zum Teil in Stuttgart und zum Teil in Neckarzimmern. 
Er wurde zunächst auf dem Friedhof in Neckarzimmern begraben. Als man wenig später eine neue Kapelle bei Burg Hornberg errichtet hat, wurde er auf den Burgfriedhof umgebettet.

## Familie
Er heiratete am 4. April 1867 Pauline Freiin vom Holtz (1837–1921).
Nachkommen:
- Hans (*/† 1869)
- Franz Pleickardt (1870–1927), Grundherr zu Hornberg ⚭ Margarethe von Kalckreuth (1876–1960)
- Max August (1871–1920) ⚭ Walpurga Freiin von König (1878–1969)
- Sophia Maria (1876–1949) ⚭ Viktor von Raven